# Dixie Land
Pour plus de détails, voir Fiche technique et Distribution.
Dixie Land (parfois orthographié Dixieland) est un film documentaire ukrainien de Roman Bondarchuk, sorti en 2015. Il porte sur un groupe de jeunes ukrainiens passionnés de jazz.

## Résumé
Le documentaire Dixie Land est tourné dans la ville de Kherson, dans le sud de l'Ukraine. Il suit le parcours et le comportement des quatre membres d'un orchestre d'enfants (Roman, Polina et deux garçons nommés Nikita) qui aiment jouer du jazz américain. Ils en jouent avec enthousiasme et persévérance. Le film se focalise particulièrement sur le lien étroit des enfants avec leur professeur, Semyon Nikolayevich Ryvkin, qui est grognon mais qu'ils aiment bien,. Mais le temps passe, le professeur n'est pas immortel, et les enfants vivent chacun leur propre vie, pas forcément dans la musique.

## Réalisation, diffusion, festivals
Dixie Land est réalisé, écrit et publié par Roman Bondarchuk. Ce réalisateur est réputé comme auteur de documentaires grâce à ses films précédents comme Euromaidan et Ukrainian Sheriffs.
Dixie Land est sorti en Ukraine en 2015. Le film est projeté au Festival international du film d'Odessa, où il remporte un Duc d'or. Il est également présenté au Lielais Kristaps National Film Festival en Lettonie en septembre 2015 et au Full Frame Documentary Film Festival aux États-Unis en avril 2016. Le documentaire passe à la télévision en Finlande en mars 2017.

## Accueil
La revue Odessa Review signale à propos de ce film : « Honnêtement, Dixie Land est le genre de film puissant qui n'a pas besoin d'être présenté - il doit être vu ». Dixie Land détient en mars 2021 un score moyen de 7,2 sur 10 sur IMDb.